# Legousia
Legousia es un género de plantas  perteneciente a la familia Campanulaceae.  Es originario de Macaronesia, Europa y la península arábiga.  Comprende 19 especies descritas y de estas, solo 7 aceptadas.

## Descripción
Son hierbas anuales. Flores en espiga laxa o corimbo terminal paucifloro. Cáliz con lóbulos bien marcados. Corola con tubo más corto que los lóbulos. Estambres con anteras libres. Ovario cilíndrico; estilo incluido en el tubo de la corola, pubescente, con 3 estigmas. Cápsula cilíndrica, abriéndose por 3 valvas apicales.

## Taxonomía
El género fue descrito por Jean-François Durande y publicado en Fl. Bourgogne 1: 37; 2:26. 1782. La especie tipo es: Legousia arvensis Durande. 
Etimología
Legousia: nombre genérico otorgado en honor de Bénigne Le Gouz de Gerland (1695-1773), político e historiador, "Gand-Bailli du Dijonnois", académico honorario de la Academia de Dijón y fundador, en 1771, del Jardín Botánico de la ciudad.

## Especies aceptadas
A continuación se brinda un listado de las especies del género Legousia aceptadas hasta octubre de 2013, ordenadas alfabéticamente. Para cada una se indica el nombre binomial seguido del autor, abreviado según las convenciones y usos.
- Legousia falcata (Ten.) Fritsch ex Janch., Mitt. Naturwiss. Vereins Univ. Wien, n.s., 5: 100 (1907).
- Legousia hybrida (L.) Delarbre, Fl. Auvergne, ed. 2: 47 (1800).
- Legousia julianii (Batt.) Briq., Candollea 4: 332 (1931).
- Legousia pentagonia (L.) Thell., Vierteljahrsschr. Naturf. Ges. Zürich 46: 465 (1908).
- Legousia scabra (Lowe) Gamisans, Cat. Pl. Vasc. Corse: 100 (1985).
- Legousia skvortsovii Proskur., Byull. Moskovsk. Obshch. Isp. Prir., Otd. Biol. 85(4): 95 (1980).
- Legousia speculum-veneris (L.) Durande ex Vill., Hist. Pl. Dauphiné 2: 338 (1786).